# José María Sans
Josep María Sans Ciurana (Reus, 1903 - Reus, 17 de setembro de 1976) foi um ciclista destacado que correu durante os anos 20 do século XX. Combinou tanto o ciclismo de pista como a estrada.

## Palmarés
- 1922
  - 1.º Grande Corrida Exposição
  - 2.º no Campeonato da Espanha em estrada
  - 2.º nas 3 Horas Velódromo de Sans
  - 2.º no Campeonato de GRAÇA
  - 5.º Campeonato Ciclista de Sans
  - 3.º 6 Horas Americana com Espanhol (Veolodromo Sans)
  - 7.º 24 Horas pista, com Otero (Velódromo de Sans)
- 1923
  - 10.º Voltà Catalunha (5a.edición)
  - 5.º 24 Horas Badalona, com Musió (Velódromo Badalona)
- 1924
  - 5.º Grande prêmio Peugot
- 1925
  - 2.º Campeonato Diamant 3h. Americana com Gil (Velódromo Reus)
  - 7.º 24 Horas Badalona, com Tresserras (Velódromo Badalona)
  - 1.º Corrida Pista Sabadell, com Farré (Velódromo Sabadell)
  - 2.º 3 Horas Americana, com Espanhol (Velódromo Reus)
  - 1.º Campeonato Tarragona em pista (Velódromo Reus)
- 1926
  - 1.º Campeonato de Tarragona (1er Troféu Terrot)
  - Campió de Cataluña em Pista.
    - 1.º 3 Horas Pista, com Cañardo (Velódromo Reus)
- 1928
  - 3.º no Campeonato da Espanha em estrada
  - 1.º no Circuito Ribera do Jalón
  - 3.º Campeonato de Barcelona (clàsica)
- 1929
  - Vencedor de uma etapa à Volta à Catalunha e 6.º Classificação geral
  - 2.º no Campeonato da Espanha em estrada
  - 1.º na Reus-Barcelona
- 1930
  - 3.º em o Campeonato da Espanha em estrada
  - 2.º no Volta a Levante
  - 1.º no Circuito Ribera do Jalón